# Estil directe i indirecte als texts narratius
Els estils directe i indirecte són dos procediments utilitzats als texts narratius per reflectir les veus diferents de la del narrador que apareixen al text, normalment les paraules i pensaments dels personatges; és el discurs reportat.
- Amb l'estil directe[1] les paraules dels personatges es transcriuen de forma literal. Són citacions textuals, marcades amb mitjans gràfics i sintàctics -guions de diàleg, dos punts, cometes, cursives...-, i inserides en el text per mitjà de verbs de dicció (dir, exclamar, respondre, preguntar, aclarir... o similars):

En Pere li va dir: "Vindré cap a les 8".
―No!... On vas a parar! Ja hauràs fet tard, a aquesta hora! ―va fer ella, alarmada.
- Amb l'estil indirecte[2] és el narrador qui explica el que diuen o pensen els personatges, de manera que la seva veu i les seves paraules queden incorporades sintàcticament en el discurs del narrador. Implica una pèrdua d'informació amb relació a l'estil directe, perquè aquests mots ja no són literals, la informació pot aparèixer resumida o sintetitzada per la veu narrativa i haver perdut inflexions com les de les exclamacions, per exemple... També hi ha verbs de dicció que introdueixen la veu reportada, seguits de la conjunció que o si:

En Pere li va dir que vindria prop de les 8. I ella li va respondre que aleshores ja seria massa tard.
- Amb l'estil indirecte lliure, la veu narrativa pretén reportar fidelment els pensaments del personatge sense abandonar la posició de narrador, però reflectint la perspectiva del personatge. No hi ha verbs de dicció introductoris ni marques tipogràfiques especials, perquè es manté la veu del narrador, encara que reculli la perspectiva i l'expressivitat pròpies del personatge.

Quan ella va sentir que en Pere arribaria a les 8, es va alarmar. Com podia dir una cosa així, en Pere? Que s'havia begut l'enteniment? Però... que no sabia que els estarien esperant des de les 7h? Era incorregible, aquest noi! Què el podria fer canviar? Ella ja n'havia desistit.
- El monòleg interior dona pas al corrent de sensacions i pensaments, sense organització prèvia ni ordenació lògica, tal com flueixen del món interior del personatge. S'expressen directament, sense mediació del narrador, en frases d'una sintaxi simple, sovint entretallada, amb les repeticions, omissions i associacions subjectives pròpies del flux de consciència del personatge.

El pare… no el va ser… No ho sé… qui era… que va entrar… allà dins… No me’n recordo…Molta gent… molta gent… Tots me guaitaven, amb uns ulls més badats!… com unes òlibes… (Caterina Albert, La infanticida)

...qui va ser la primera persona de l'univers abans que hi hagués ningú que ho va fer tot qui ah ells això no ho saben jo tampoc o sigui que ja estem aclarits també podrien provar de fer que el sol no sortís demà el sol brilla per tu em digué ell el dia que jèiem entre els rododèndrons a Howth Head amb el vestit de tweed gris i el barret de palla... (James Joyce, Ulisses)